# Dysoxylum setosum
Dysoxylum setosum là một loài thực vật có hoa trong họ Meliaceae. Loài này được (Span.) Miq. mô tả khoa học đầu tiên năm 1868.